# Gerersdorf-Sulz
Gerersdorf-Sulz (węg. Németszentgrót-Sóskút) – gmina w Austrii, w kraju związkowym Burgenland, w powiecie Güssing. Według Austriackiego Urzędu Statystycznego liczyła 1,01 tys. mieszkańców (1 stycznia 2014).